# Nathair Facula
La Nathair Facula è una struttura geologica della superficie di Mercurio.